# Эглинтон (фьорд)
Эглинтон (англ. Eglinton Fiord) — фьорд на северо-восточном побережье острова Баффинова Земля в регионе Кикиктани канадской территории Нунавут. Инуитские поселения Понд-Инлет находится в 355 километрах к северо-западу, а Клайд-Ривер в 55 километрах к востоку.
Фьорд Эглинтон был одним из традиционных охотничьих угодий инуитов. В 1934 году фьорд посетила арктическая экспедиция Джеймса Уорди, во время которой в Эглинтоне в течение месяца проводились геодезические и картографические работы.

## География
Эглинтон расположен между фьордом Сам-Форд и озером Тасиалук и простирается от северо-востока до юго-запада примерно на 65 километров. Самая широкая часть фьорда в месте присоединения с заливом Баффина — 14 километров, когда как в остальной части ширина не превышает 2,5 километров (на протяжении 40 километров в пределах фьорда).
В гавань Рэйвенскрейг (англ. Ravenscraig Harbour в восточной части фьорда впадает река Эскимосская, а река Кокскомб (англ. Cockscomb River) — в южную часть Эглинтона.
Самые высокие вершины фьорда Башня Эглинтон (англ. Eglinton Tower) высотой 1446 метров на восточном и гора Кокскомб (англ. Cockscomb Mountain) на западном берегах. Через перевал Свиданий на западе Эглинтон соединяется по Оттавскому ручью (англ. Ottawa Creek) с Швейцарским заливом (англ. Swiss Bay) фьорда Сам-Форд, а на востоке через перевал Айр с озером Тасиалук.